# Shinichi Morishita
Shinichi Morishita (født 28. december 1960) er en japansk fodboldspiller.

## Japans fodboldlandshold
| Japans landshold | Japans landshold | Japans landshold |
| År               | Kmp              | Mål              |
| ---------------- | ---------------- | ---------------- |
| 1985             | 2                | 0                |
| 1986             | 4                | 0                |
| 1987             | 10               | 0                |
| 1988             | 2                | 0                |
| 1989             | 3                | 0                |
| 1990             | 6                | 0                |
| 1991             | 1                | 0                |
| Total            | 28               | 0                |